# Köse (Gümüşhane)
Köse ist eine Stadt und zugleich Verwaltungszentrum des gleichnamigen Landkreises in der Provinz Gümüşhane im Nordosten der Türkei. Die Stadt liegt ca. 30 km (47 Straßenkilometer) südöstlich von der Provinzhauptstadt. Köse ist seit 1954 eine Belediye.
Der Landkreis Köse liegt im Osten der Provinz und grenzt im Norden an den zentralen Landkreis Gümüşhane, im Süden an den Kreis Kelkit sowie im Westen an die Provinz Bayburt (Kreis Demirözü).
Der Landkreis wurde 1987 vom Nordostteil des Kreises Kelkit abgetrennt (Gesetz Nr. 3392). Bis dahin war es ein Bucak in diesem Landkreis und hatte zur letzten Volkszählung vor der Gebietsänderung (1985) einen Einwohnerstand von 14.385, wovon 4.122 auf den Bucak-Hauptort (Bucak Merkezi), die Gemeinde Köse entfielen.
Der Landkreis besteht neben der Kreisstadt aus 14 Dörfern (Köy) mit 129 Bewohnern pro Dorf. Salyazı ist mit 592 Einwohnern das größte Dorf, es war bis Ende 2012 eine Belediye und wurde zurückgestuft. Die Bevölkerungsdichte liegt leicht unter dem Provinzdurchschnitt von 21,3 Einwohnern je Quadratkilometer.